# Frauennetzwerk für Frieden

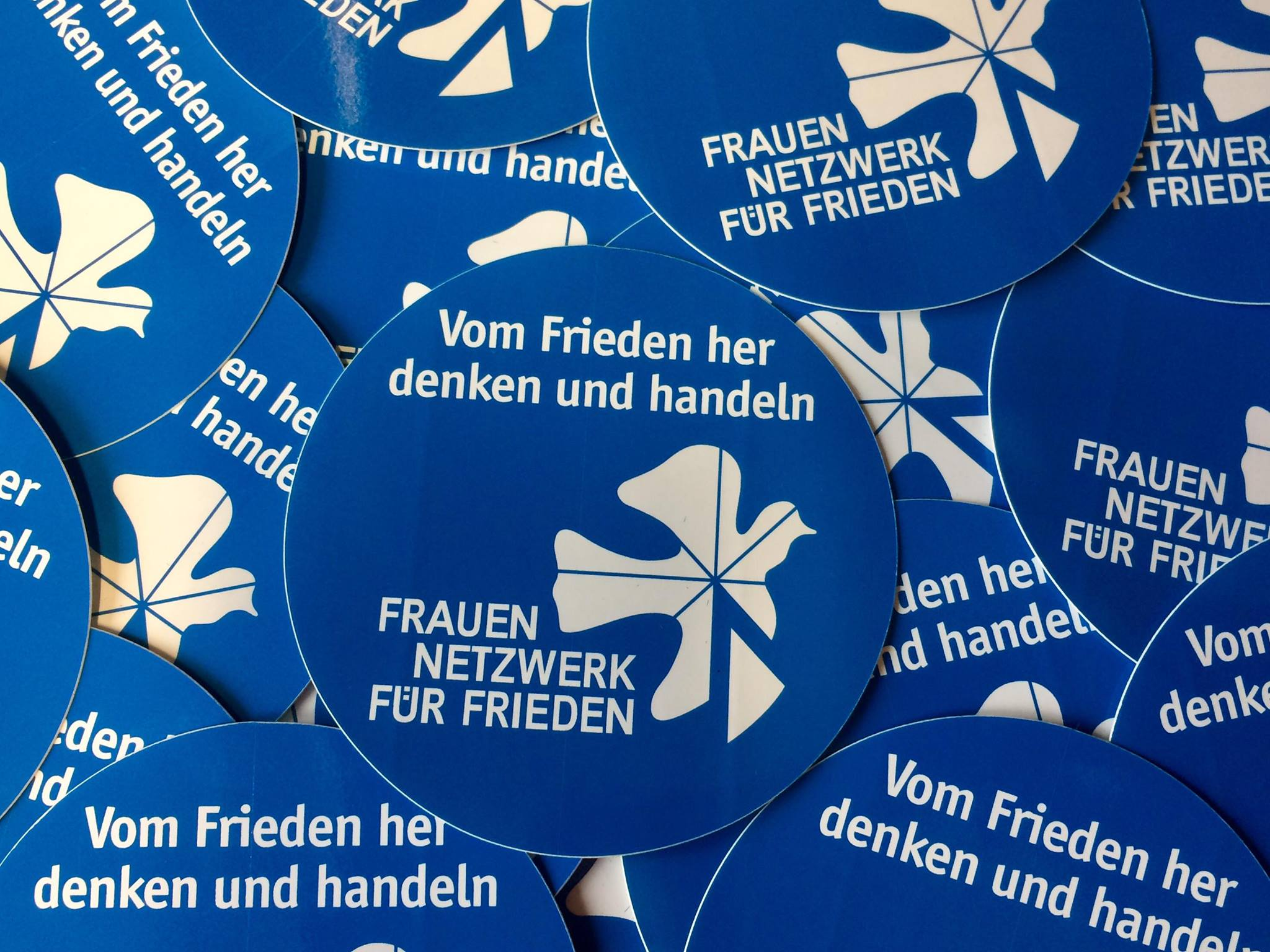
Aufkleber „Vom Frieden her denken und handeln“ des Frauennetzwerk für Frieden e. V.

Das Frauennetzwerk für Frieden e. V., auch FNF, ist ein gemeinnütziger Verein mit Sitz in Bonn.

## Entstehungsgeschichte
Das Frauennetzwerk für Frieden e. V. wurde 1996 nach der 4. Weltfrauenkonferenz der Vereinten Nationen in Peking/Huairu in Bonn gegründet.

## Inhaltliche Schwerpunkte
Der Verein sieht seinen Zweck in der Vernetzung von frauen- und friedenspolitischen Netzwerken und in deren Kooperation. Eines der Hauptanliegen des FNF ist die Umsetzung der UN-Sicherheitsratsresolution 1325 zu „Frauen, Frieden und Sicherheit“ in Deutschland und weltweit. Außerdem arbeitet er auf eine Friedenskultur hin, indem er Streitschlichtungtreffs an Schulen in Bonn und der Umgebung veranstaltet, und erinnert an die Arbeit der ersten weiblichen Friedensnobelpreisträgerin Bertha von Suttner.

## Tätigkeiten
Ein Schwerpunkt des Vereins liegt in Veranstaltungen zu frauen- und friedenspolitischen Themen. Dazu zählen beispielsweise Vorträge von für den Frieden engagierten Frauen aus dem In- und Ausland und die seit 2011 jährlich stattfindende Mitarbeit im Koordinationskreis der Bonner Friedenstage.
Friedenspolitisch tätig wird der Verein auch in der AG Gender und Frieden im Bund für Soziale Verteidigung sowie im zivilgesellschaftlichen „Bündnis 1325“.
Ein weiterer Schwerpunkt ist die Erinnerungsarbeit an die erste weibliche Friedensnobelpreisträgerin Bertha von Suttner, beispielsweise durch die Initiierung einer Gedenkstele am Bertha-von-Suttner-Platz in Bonn. 2019 gestaltete das Frauennetzwerk für Frieden e. V. eine Straßenbahn zur Bertha-Bahn um.
Des Weiteren organisiert das Frauennetzwerk für Frieden e. V. jährlich regionale Streitschlichtungstreffs in Bonn und der Umgebung. Im Jahr 2023 hat das FNF in Zusammenarbeit mit dem Netzwerk Friedenskooperative den Friedensweg Bonn ins Leben gerufen und am 3. September 2023 im Rahmen der Bonner Friedenstage eingeweiht. Auch die Präsentation und Ausleihe der österreichischen Ausstellung „Bertha von Suttner - ein Leben für den Frieden“ sowie diverse Vorträge im nationalen und internationalen Kontext gehören zu den Tätigkeiten des Frauennetzwerkes für Frieden e. V.

## Vereinsstruktur
Der Vorstand des Vereins setzt sich aus einer Vorsitzenden sowie zwei Stellvertreterinnen und einer Schatzmeisterin zusammen (geschäftsführender Vorstand), sowie maximal vier Beisitzerinnen. Ehrenvorsitzende des Frauennetzwerks für Frieden e. V. ist Heide Schütz.

## Vernetzung

### Mitgliedsorganisationen
Der Verein selbst hat mehrere Mitgliedsorganisationen.
- Amica e. V.
- Bahá'ì-Frauen-Forum e. V.
- Bertha von Suttner Peace Institute
- Deutscher Frauenring e. V.
- Emma-Club Bonn/Siebengebirge
- Frauen für den Frieden Berlin
- Frauen wagen Frieden, Projektgruppe der Evangelischen Kirche der Pfalz
- FrauenWegeNahost
- Freundeskreis Umoja – Friends of Umoja e. V.
- Frauen im Zentrum Waiblingen e. V.
- Internationale Frauenliga für Frieden und Freiheit (IFFF)/WILPF
- Frauenzentrum Bonn e. V. (ifz)
- Friedensregion Bodensee e. V.
- Kölner Frauen in Schwarz
- Mulheres pela paz – Frauen für Frieden e. V.
- Oase Frauenbildung
- OMAS gegen Rechts Bonn
- Women and Life on Earth Internetprojekt (WLOE)

### Mitgliedschaften
Das Frauennetzwerk ist Mitglied in mehreren Vereinen, Kooperationen, Bündnissen und Kampagnen.
- „Aktion Aufschrei - Stoppt den Waffenhandel!“
- Allianz Rechtssicherheit für politische Willensbildung e. V.
- Bund für soziale Verteidigung e. V.
- „Büchel ist überall! atomwaffenfrei.jetzt“
- Deutsche Frauenring e. V.
- Eine Welt Netz NRW
- Geneva Support Group for the Protection and Promotion of Humanrights in Western Sahara
- International Campaign to Abolish Nuclear Weapons
- Forum Ziviler Friedensdienst
- International Alliance of Women
- International Peace Bureau
- Kooperation für den Frieden
- Netzwerk 1325
- Netzwerk Friedenskooperative
- Plattform Zivile Konfliktbearbeitung
- United4Rescue – Gemeinsam Retten

### Ehrenmitglieder
- Lea Ackermann
- Judith Brand
- Seyran Ateş
- Maria Christina Färber
- Monika Gerstendörfer (* 26. November 1956 in Wittenberge, † 18. Februar 2010)
- Barbara Gladysch
- Heide Göttner-Abendroth
- Marianne Grosspietsch
- Monika Hauser
- Karla-Maria Schälike
- Cathrin Schauer-Kelpin
- Karla Schefter
- Bosiljka Schedlich
- Sabriye Tenberken
- Ruth Weiss

## Auszeichnungen
- 2015: Preis der Stiftung Else Mayer[10]
- 2016: Bundesverdienstkreuz am Bande für die langjährige Friedensarbeit der Vorsitzenden des FNF, Heide Schütz
- 2017: Helga-und-Werner-Sprenger-Friedenspreis der Freiburger INTA-Stiftung[11]
- 2023: Engagementpreis für herausragendes persönliches Engagement in der Entwicklungszusammenarbeit des BMZ, Heide Schütz[12]

## Schriften
- Ralf Buchterkirchen, Elise Kopper, Barbara Lochbihler, Heide Schütz, Simone Wisotzki et al.: Gender, Frauen und Friedensengagement. Dokumentation der Jubiliäumsveranstaltung anlässlich 20 Jahre Frauennetzwerk für Frieden e. V. In: Wissenschaft & Frieden. Nr. 1, 2017.[13]